# Fontanars dels Alforins
Fontanars dels Alforins è un comune spagnolo di 982 abitanti situato nella comunità autonoma Valenciana.